# Echinidae
Az Echinidae család az Euechinoidea alcsaládba tartozik, amely a tüskésbőrűekhez tartozik. Ebbe a családba tartozik az ehető tengerisün (Echinus esculentus), amely viszonylag ismert. Szürke mészvázuk van, és fekete tüskéik.

## Életmódja
Sziklás tengerfenéken élnek.

## Rendszerezés

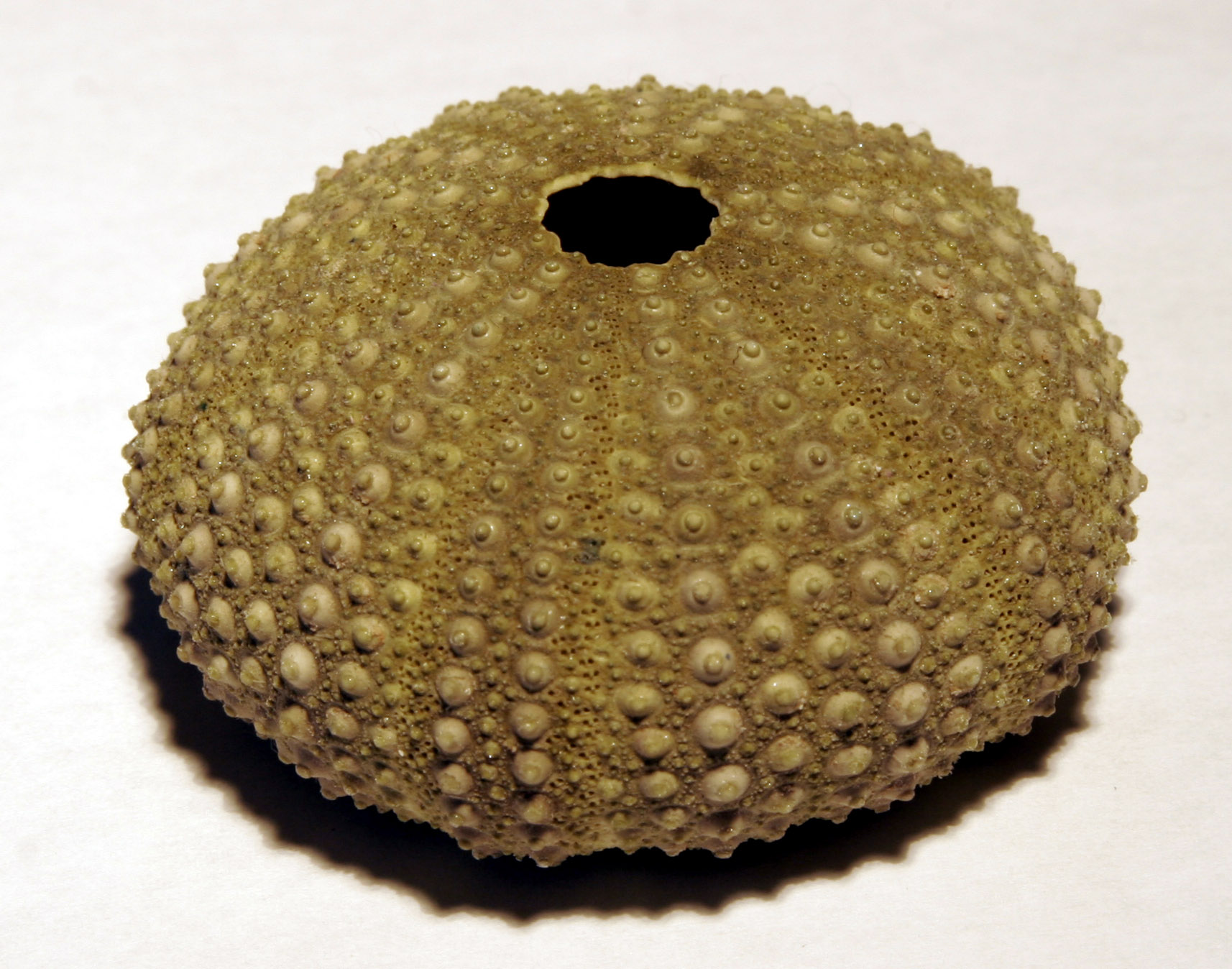

- Dermechinus
- Echinus
- Loxechinus
- Paracentrotus
- Psammechinus
- Sterechinus

## Lásd még
Ehető tengerisün